# 15837 Mariovalori
15837 Mariovalori è un asteroide della fascia principale. Scoperto nel 1995, presenta un'orbita caratterizzata da un semiasse maggiore pari a 3,0860027 UA e da un'eccentricità di 0,1123797, inclinata di 1,41061° rispetto all'eclittica.